# Tachina ardens
Tachina ardens är en tvåvingeart som först beskrevs av Zimin 1929.  Tachina ardens ingår i släktet Tachina och familjen parasitflugor. Inga underarter finns listade i Catalogue of Life.